# Die Forelle
La Truite
Die Forelle, op. 32, D.550 (en français La Truite) est un lied pour voix solo et piano de Franz Schubert composé en 1817. Les paroles sont tirées d'un poème écrit par Christian Friedrich Daniel Schubart entre 1777 et 1783, durant son incarcération à la forteresse d'Hohenasperg. La Truite symbolise le sort réservé au poète qui cacha son intention dans une quatrième strophe mettant en garde contre ceux qui séduisent les jeunes filles. Le destin de Schubert inspira des auteurs comme Friedrich Schiller pour sa pièce Die Räuber, « Les Brigands ».
Cette mélodie sert de base à des variations dans le quatrième mouvement du Quintette pour piano et cordes « La Truite », D. 667, écrit en 1819. Elle est aussi transcrite pour piano solo par Franz Liszt en 1846.
Elle a fait l'objet de plusieurs adaptations et parodies, la plus célèbre étant celle de Francis Blanche, interprétée entre autres par les Frères Jacques.

## Pour approfondir